# Салаш-е-Дісам
Салаш-е-Дісам (перс. سلش ديسام) — село в Ірані, у дегестані Хараруд, в Центральному бахші, шагрестані Сіяхкаль остану Ґілян. За даними перепису 2006 року, його населення становило 77 осіб, що проживали у складі 22 сімей.

## Клімат
Середня річна температура становить 14,61°C, середня максимальна – 28,55°C, а середня мінімальна – 0,09°C. Середня річна кількість опадів – 1157 мм.
| Клімат поселення                              | Клімат поселення | Клімат поселення | Клімат поселення | Клімат поселення | Клімат поселення | Клімат поселення | Клімат поселення | Клімат поселення | Клімат поселення | Клімат поселення | Клімат поселення | Клімат поселення | Клімат поселення |
| Показник                                      | Січ.             | Лют.             | Бер.             | Квіт.            | Трав.            | Черв.            | Лип.             | Серп.            | Вер.             | Жовт.            | Лист.            | Груд.            |                  |
| Середній максимум, °C                         | 9,98             | 10,22            | 12,35            | 17,94            | 22,06            | 26,12            | 28,55            | 28,36            | 24,59            | 21,38            | 17,13            | 12,60            |                  |
| Середня температура, °C                       | 5,04             | 5,27             | 7,40             | 12,98            | 17,11            | 21,18            | 24,18            | 23,98            | 20,20            | 16,98            | 12,75            | 8,24             |                  |
| Середній мінімум, °C                          | 0,09             | 0,32             | 2,46             | 8,04             | 12,15            | 16,23            | 19,80            | 19,60            | 15,82            | 12,60            | 8,38             | 3,88             |                  |
| Норма опадів, мм                              | 117              | 96               | 88               | 49               | 46               | 31               | 32               | 59               | 126              | 194              | 171              | 148              |                  |
| Середньомісячна швидкість вітру, м/с          | 2.31             | 2.46             | 2.40             | 2.32             | 2.32             | 2.56             | 2.60             | 2.26             | 2.10             | 2.07             | 2.00             | 2.10             |                  |
| Середньомісячна сонячна радіація, кДж/м²·день | 7012             | 9095             | 11047            | 15561            | 19857            | 21850            | 22336            | 18928            | 15578            | 10908            | 8672             | 6689             |                  |
| --------------------------------------------- | ---------------- | ---------------- | ---------------- | ---------------- | ---------------- | ---------------- | ---------------- | ---------------- | ---------------- | ---------------- | ---------------- | ---------------- | ---------------- |
| Джерело:                                      |                  |                  |                  |                  |                  |                  |                  |                  |                  |                  |                  |                  |                  |